# Parafia Świętych Rafała, Mikołaja i Ireny w Châtenay-Malabry
Parafia Świętych Rafała, Mikołaja i Ireny – parafia prawosławna w Châtenay-Malabry w jurysdykcji Greckiej Metropolii Francji. Obecnie Święta Liturgia jest w niej celebrowana 2 razy w miesiącu.